# Luca Plogmann
Luca Bastian Plogmann (Bremen, 10 maart 2000) is een Duits voetballer die speelt als doelman. In oktober 2022 tekende hij voor Go Ahead Eagles.

## Clubcarrière
Plogmann speelde in de jeugd van ATSV Habenhausen en kwam in 2007 in de opleiding van Werder Bremen terecht. Aan het begin van het seizoen 2018/19 waren doelmannen Stefanos Kapino, Michael Zetterer en Jaroslav Drobný geblesseerd, waardoor Plogmann doorschoof naar het eerste elftal. Zijn debuut in het eerste elftal maakte hij op 1 september 2018, toen in de Bundesliga met 1–2 gewonnen werd bij Eintracht Frankfurt. Werder kwam op voorsprong door Yuya Osako, maar na een treffer van Sébastien Haller werd het gelijk. In de zesde minuut van de blessuretijd maakte Milot Rashica het winnende doelpunt. Plogmann mocht van coach Florian Kohfeldt acht minuten na rust invallen voor de geblesseerd geraakte doelman Jiří Pavlenka.
Plogmann werd in augustus 2020 voor het restant van het seizoen verhuurd aan SV Meppen. Hier speelde hij acht wedstrijden, voor hij in februari 2021 terugkeerde bij Werder Bremen. Medio 2022 verliep zijn verbintenis bij Werder Bremen. Hierop was hij op proef bij Excelsior. Deze proefperiode leidde niet tot een contract. Drie maanden later tekende hij tot het einde van het seizoen bij Go Ahead Eagles. Aan het einde van de jaargang werd zijn verbintenis met drie seizoenen verlengd. Voor het seizoen 2023/24 nam FC Dordrecht de doelman op huurbasis over.
Plogmann begon het seizoen 2024/25 als eerste doelman van Go Ahead Eagles, waarnaar hij was teruggekeerd die zomer. In de winterstop besloot coach Paul Simonis echter om Jari De Busser te promoveren tot eerste keuze. Aan het einde van het seizoen won hij met Go Ahead Eagles de KNVB Beker. In de finale werd na strafschoppen gewonnen van AZ na een initiële 1–1. Plogmann kwam tijdens dit duel niet in actie.

## Clubstatistieken
| Seizoen | Club            | Competitie     | Competitie | Competitie | Beker | Beker | Internationaal | Internationaal | Nacompetitie | Nacompetitie | Totaal | Totaal |
| Seizoen | Club            | Competitie     | Wed.       | Dlp.       | Wed.  | Dlp.  | Wed.           | Dlp.           | Wed.         | Dlp.         | Wed.   | Dlp.   |
| ------- | --------------- | -------------- | ---------- | ---------- | ----- | ----- | -------------- | -------------- | ------------ | ------------ | ------ | ------ |
| 2018/19 | Werder Bremen   | Bundesliga     | 1          | 0          | 0     | 0     | —              | —              | —            | —            | 1      | 0      |
| 2019/20 | Werder Bremen   | Bundesliga     | 0          | 0          | 0     | 0     | —              | —              | —            | —            | 0      | 0      |
| 2020/21 | → SV Meppen     | 3. Liga        | 8          | 0          | 0     | 0     | —              | —              | —            | —            | 8      | 0      |
| 2020/21 | Werder Bremen   | Bundesliga     | 0          | 0          | 0     | 0     | —              | —              | —            | —            | 0      | 0      |
| 2021/22 | Werder Bremen   | 2. Bundesliga  | 0          | 0          | 0     | 0     | —              | —              | —            | —            | 0      | 0      |
| 2022/23 | Go Ahead Eagles | Eredivisie     | 0          | 0          | 0     | 0     | —              | —              | —            | —            | 0      | 0      |
| 2023/24 | → FC Dordrecht  | Eerste divisie | 35         | 0          | 0     | 0     | —              | —              | 2            | 0            | 37     | 0      |
| 2024/25 | Go Ahead Eagles | Eredivisie     | 17         | 0          | 2     | 0     | 0              | 0              | —            | —            | 19     | 0      |
| Totaal  | Totaal          | Totaal         | 61         | 0          | 2     | 0     | 0              | 0              | 2            | 0            | 65     | 0      |

Bijgewerkt op 22 april 2025.

## Erelijst
| KNVB Beker | 1 | 2024/25 |